# Henry Kellett
Sir Henry Kellet (født 2. november 1806 i Clonabody på Irland, død 1. marts 1875 sammesteds) var en engelsk admiral.
Kellet blev søofficer i 1828. I 1840 foretog han en eventyrlig rejse tværs over Stillehavet med en lille kutter og spillede som lodskommandør en meget vigtig rolle i de kinesiske farvande, hvor englænderne førte krig. 1845—51 ledede han en videnskabelig ekspedition i Stillehavet med fregatten Herald, hvilken rejse er bleven beskreven i 2 bind. I 1852 gik han med kaptajn Edward Belcher til polaregnene for at søge efter sir John Franklin; ekspeditionen, der var resultatløs, varede i to år og endte med, at besætningen forlod skibet og gik over isen til et andet skib. Førstnævnte drev dog senere fri af isen, blev taget op og bragtes senere velbeholden til England igen i 1856. Kellet var 1855—59 eskadrechef ved Jamaica og blev 1862 kontreadmiral. 1864—67 beklædte han stillingen som chef for værftet i Malta. I 1868 forfremmedes han til viceadmiral og var 1869—71 højestkommanderende i kinesiske farvande.